# Wspomnienie (wiersz)
Wspomnienie – wiersz Juliana Tuwima z tomu poetyckiego Siódma jesień (1922).
W latach 60. XX wieku Marek Sart napisał muzykę do wiersza, a pierwszym wykonawcą piosenki był Czesław Niemen. Oprócz niego tekst ten w wersji muzycznej wykonywali Janusz Radek, Grzegorz Turnau, Kobranocka, Maciej Maleńczuk, Paweł Skiba i inni.
Rozpoczynająca wiersz mimoza, to nawłoć pospolita o żółtych, drobnych kwiatach, która bywa nazywana polską mimozą.
```
„Mimozami jesień się zaczyna, złotawa, krucha i miła…”
[
1
]
.
```